# Ногути, Исаму
Исаму Ногути (яп. 野口 勇 ;17 ноября 1904[…], Лос-Анджелес, Калифорния — 30 декабря 1988[…], Нью-Йорк, Нью-Йорк) — американский скульптор и дизайнер.

## Жизнь и творчество
Отцом Исаму Ногути был японский поэт Ёнэ (Ёнэдзиро) Ногути, матерью — американская писательница Леони Гилмор (англ. Leonie Gilmour). Образование получил в Колумбийском университете (в 1923-26 годах) и в Школе искусств Леонардо да Винчи. В 1927 году он получает на 2 года стипендию Гуггенхайма и уезжает во Францию. С марта 1927 года Исаму — ассистент Константина Бранкузи в Париже; здесь он знакомится со скульптурой из дерева и камня. В 1929 молодой скульптор возвращается в Нью-Йорк. В том же году состоялась его первая персональная выставка в нью-йоркской галерее Юджина Шёна (англ. Eugene Schoen). В 1930—1932 годах Исаму совершает поездки в Париж, Пекин и в Японию. В Китае он изучает традиционную китайскую живопись кисточкой и тушью, в Японии — глиняное, керамическое мастерство.
Между 1933 и 1937 годами скульптор создаёт проекты для памятников и статуй на улицах и площадях, перед официальными учреждениями и т. д. В 1942-48 годах он больше работает как театральный художник, дизайнер интерьера, создаёт эскизы для мебели и ламп. После 1949 года много путешествует по Европе, Ближнему Востоку и Японии, в японской Камакуре создаёт свою художественную мастерскую; во время этих поездок много рисует и занимается художественной фотографией. В 1950-е годы живёт попеременно в Нью-Йорке и в Японии, а в 1951—1956 годах состоял в браке с Ли Сянлань. В 1961 Исаму организует ещё одну мастерскую, уже в Нью-Йорке. С 1971 по 1979 работал также в скульптурной мастерской на японском острове Сикоку. В 1980 году скульптор создаёт фонд Isamu Noguchi Foundation, Inc.. С 1981 по 1985 год руководит ведением паркового музея Исаму Ногути (Isamu Noguchi Garden Museum).
В 1984 году Исаму Ногути удостоен звания почётного доктора в Колумбийском университете. В 1987 награждён Национальной медалью искусств президента США. В 1988 он получает Орден Священного сокровища третьего класса.
В своих произведениях Исаму старался соединить западную, модернистскую культурную традицию с приёмами искусства Китая и Японии. Участник выставок современного искусства documenta II (1959) и documenta III (1964) в Касселе. В 1986 году представлял искусство США на венецианском биеннале.

## Наследие
Среди наиболее значительных работ Исаму Ногути, помимо созданных им многочисленных статуй, мебели и осветительных приборов, следует назвать скульптуры и объекты:
- Ундина (Надя), (1927)
- Два моста для парка Мира в Хиросиме, (1951—1952)
- Японские парки для корпорации Connecticut General Life Insurance Company (1956—1957)
- Парк для организации UNESCO в Париже (1956—1958)
- Парк скульптур Билли Роуз, Музей Израиля, Иерусалим (1960—1965)
- Бэйфронт-парк в Майами, (1978)
- Парк музея Домон-Кэн, Саката, (1984)
- Парк Моэрэнума (англ. Moerenuma Park), Саппоро, (1988)

## Галерея

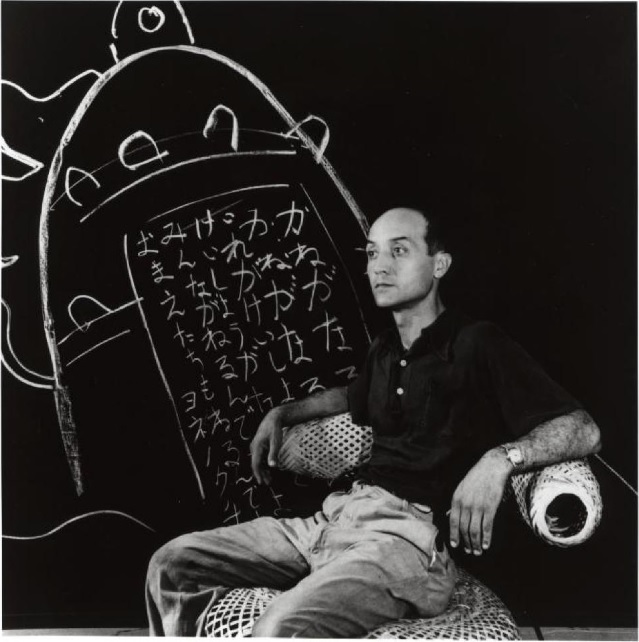
Исаму Ногути в 1940-е годы
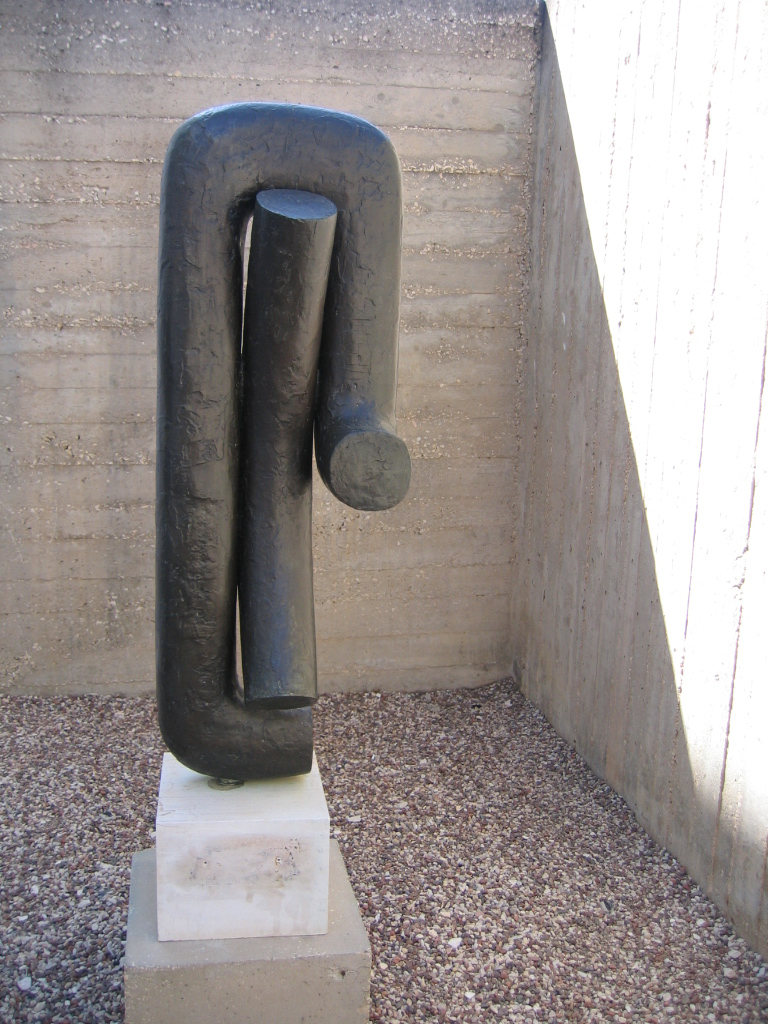
Хеймар (1968)
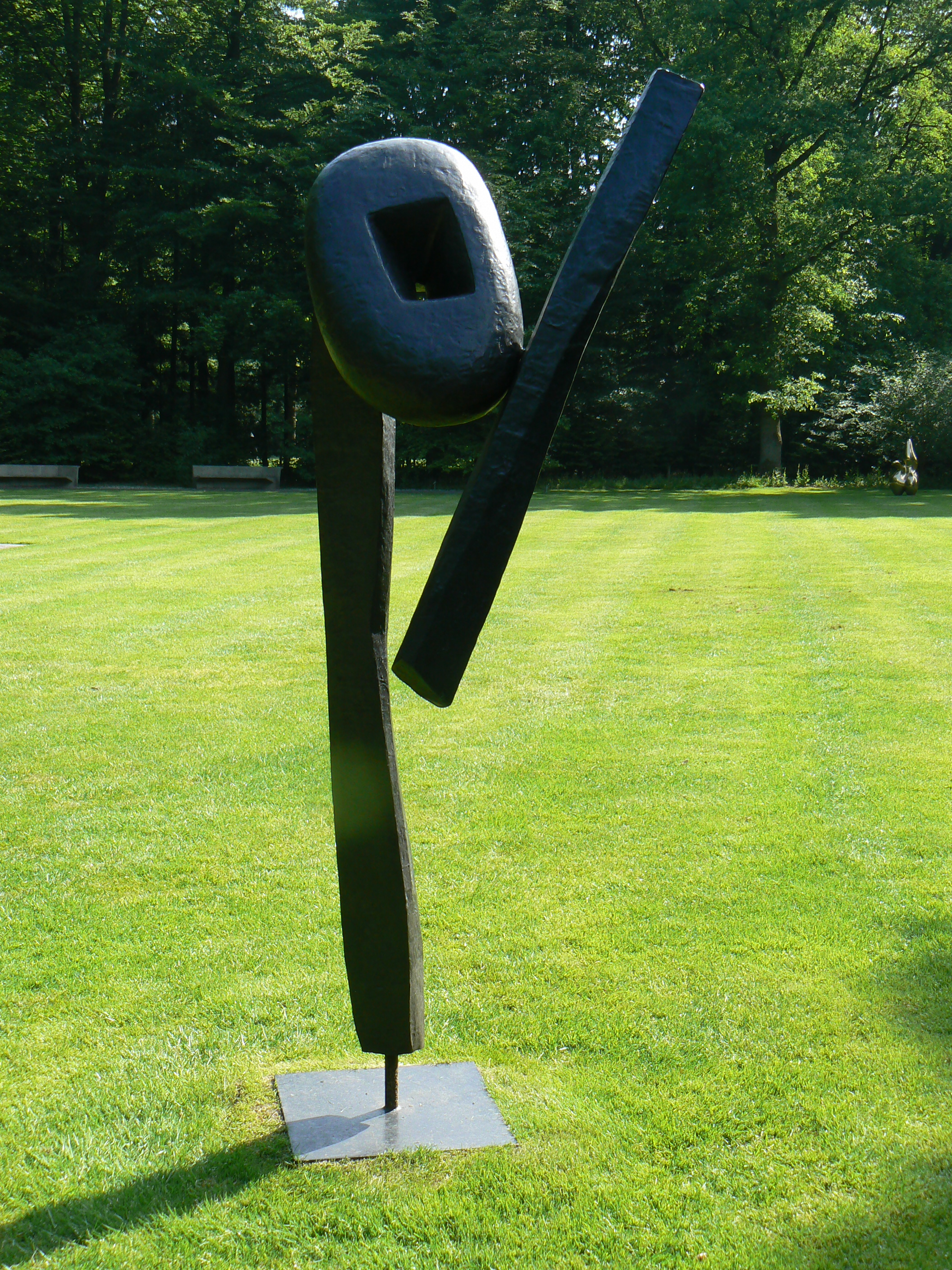
Плач (1959)
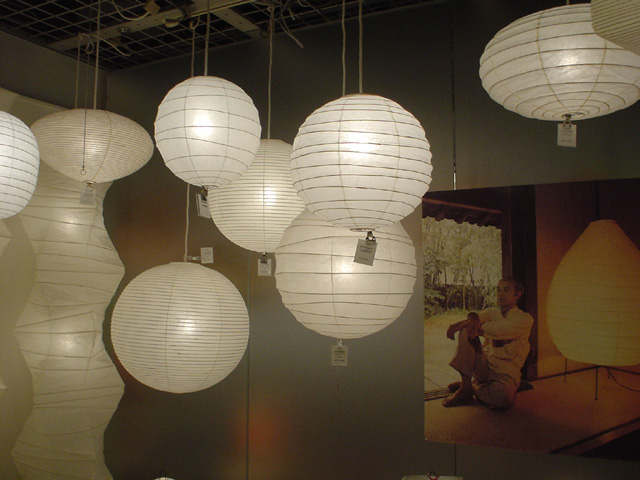
Дизайн бумажных ламп Акари (1950-е годы)